# Wassermühle Heeßel
Die ehemalige Wassermühle Heeßel in der niedersächsischen Kleinstadt Hemmoor-Heeßel, Pulvermühle 6, Samtgemeinde Hemmoor, im Landkreis Cuxhaven, stammt aus der Mitte des 19. Jahrhunderts.
Die Anlage steht unter Denkmalschutz (siehe auch Liste der Baudenkmale in Hemmoor).

## Geschichte und Beschreibung
Hemmoor ging 1968 aus den sechs ehemals selbständigen Gemeinden Basbeck, Warstade, Hemm, Westersode, Hemmoor und Heeßel hervor. Heeßel wurde 1500 als Besitzung des Klosters in Himmelpforten erwähnt.
Bereits Anfang des 17. Jahrhunderts befand sich an dieser Stelle eine Pulvermühle, die zum Gut Brobergen gehörte. 1750 erfolgte der Umbau zur Kornmühle.
Die Anlage besteht aus
- der zweigeschossigen Wassermühle von 1853 in Backstein mit blechgedecktem Krüppelwalmdach, im südöstlichen Giebel ist eine zweiflügelige Eingangstür mit Segmentbogen, im Schlussstein die Inschrift „GKMMR 53“ und im Giebelbrüstungsfeld ist ein rautenförmiges Putzmedaillon; zwei weitere, höher liegende Holztüren sind an der Südtraufe und an der nordöstlichen Traufe ist der ehemalige Durchlass für den Heeßeler Mühlenbach; der Betrieb wurde 1943 eingestellt,[2]
- der kleinen Stauanlage mit Wehr zwischen Quellwasserteich und Mühlenbach der Wassermühle,[3]
- dem Mühlenteich als ein Quellwasserteich westlich des Parzellengrundstückes der Wassermühle.[4]

Das Landesdenkmalamt befand u. a.: „… Zeugnis- und Schauwert für die Technik- und Wirtschaftsgeschichte ….“